# Soziedad Alkoholika
Soziedad Alkoholika ist eine spanische Crossover-Band aus Vitoria-Gasteiz, die 1988 unter dem Namen Amonal gegründet wurde.

## Geschichte
Die Band wurde im Jahr 1988 unter dem Namen Amonal gegründet. Unter dem Namen Soziedad Alkoholika veröffentlichte die Gruppe 1990 ein erstes Demo namens Intoxikazión Etílika, das sich über 1.500 mal verkaufte. Dem Demo schloss sich 1991 ein selbstbetiteltes Debütalbum sowie 1992 eine EP an. Ein Jahr später ging die Gruppe auf eine Tournee mit Auftritten in Deutschland, Italien, der Schweiz, den Niederlanden und Frankreich. Im selben Jahr spielte die Band zudem zusammen mit Sodom, Risk, Coroner, Accu§er, Deathrow und Poltergeist in Spanien. Außerdem wurde das nächste Album Y Ese Que Tanto Habla Esta Totalmente Hueco Ya Sabeis Que El Cantaro Vacio Es El Que Mas Suena veröffentlicht. 1995 gründete die Gruppe ihr eigenes Label namens Mil a Gritos, worüber im selben Jahr das Album Ratas erschien. Bei diesem Label erschienen in den Jahren 1996 und 1997 mit Diversiones… und No Intente Hacer Esto En Su Casa zwei weitere Alben. Gegen Ende des Jahres 1998 wurden drei Auftritte aufgenommen, woraus das Album Directo entstand, das 1999 veröffentlicht wurde. Das nächste Studioalbum schloss sich im Jahr 2000 unter dem Namen Polvo en Los Ojos an. Im Jahr 2003 schloss sich über Locomotive Records das Album Tiempos oscuros an. 2008 unterzeichnete die Band einen Vertrag bei Roadrunner Records, worüber die Alben Mala Sangre und Sesion #2 erschienen. Diese belegten Platz 13 und Platz 79 in den spanischen Albumcharts. Während dieser Zeit hielt die Band zudem weiter Auftritte ab und spielte unter anderem 2009 auf dem Sonisphere Festival. Ende November 2011 erschien das Album Cadenas De Odio, das mit dem Produzenten Tude Madsen in den Music Lan Studios aufgenommen und in den Antfarm Studios in Aarhus abgemischt worden war. Das Album konnte bis auf den 51. Platz der Albumcharts steigen. Danach ging es auf Tour durch Spanien sowie ein paar Länder in Südamerika. In ihrer Karriere konnte die Band neben Auftritten in Spanien und anderen Teilen Europas auch in Amerika und Japan spielen.

## Stil
Dirk Gomez vom Ox-Fanzine ordnete die Gruppe dem Punk und Hardcore Punk zu. Sie habe als Fun-Punk-Band begonnen, sei schneller geworden und sich metallisch aggressivem Hardcore Punk angenähert. Zudem arbeite sie auch andere Stile wie Reggae und Salsa ein. Im Interview mit Gomez gab Juan Aceña an, dass die Band anfangs durch Gruppen wie Cicatriz, La Polla Records, GBH und Slayer beeinflusst wurde. Später seien noch Einflüsse wie Delinquent Habits dazugekommen. Obwohl die Band aus dem Baskenland stamme, seien die Texte auf Spanisch und nicht Baskisch, da Aceñas Eltern ihm dieses nie beigebracht hätten. Christian Kruse vom Metal Hammer merkte 2008 in seiner Rezension zu Mala sangre an, dass die bisher acht verschiedenen Alben insgesamt über 350.000 Einheiten verkauften haben, wodurch die Gruppe mit zu den erfolgreichsten Hardcore-Punk-Bands zähle. Durch die spanischen Texte fühle er sich an Brujeria und auch Sepultura, wobei deren Muttersprache Portugiesisch sei, erinnert. Stilistisch hingegen handele es sich um aggressiven, etwas metallischen Old-School-Hardcore, mit Melodien, die mehrfach an Sick of It All erinnern würden. Markus Jakob von metalnews.de beschrieb die Musik auf dem Album als eine Mischung aus Hardcore Punk und Thrash Metal, vergleichbar mit Agnostic Front. Hierauf sei Soziedad Alkoholika jedoch keine Konkurrenz zu einer Gruppe wie etwa Nueva Ética.

## Diskografie
- 1990: Intoxikazión Etílika (Demo, Arion Records)
- 1991: Soziedad Alkoholika (Album, Overdrive Records)
- 1992: Feliz Falsedad (EP, Overdrive Records)
- 1993: Y Ese Que Tanto Habla Esta Totalmente Hueco Ya Sabeis Que El Cantaro Vacio Es El Que Mas Suena (Album, Oihuka Records)
- 1993: Ariel Ultra (Single, Oihuka Records)
- 1994: Kontzertua Gaztetxean (VHS, DDT)
- 1995: Ratas (Album, Mil a Gritos)
- 1995: Ratas (Single, Mil a Gritos)
- 1996: Diversiones… (Album, Mil a Gritos)
- 1997: No intente hacer esto en su casa (Album, Mil a Gritos)
- 1999: Directo (Live-Album, Mil a Gritos)
- 2000: Polvo en los ojos (Album, Mil a Gritos)
- 2000: Mil a Gritos Vol. 3 (Split mit Anarko, Eraso!, Kaos Etíliko und Obligaciones, Mil a Gritos)
- 2003: Tiempos oscuros (Album, Locomotive Records)
- 2006: Corrosiva! (DVD, Locomotive Records)
- 2008: Mala sangre (Album, Roadrunner Records)
- 2009: Sesion #2 (Album, Roadrunner Records)
- 2010: Hardcore (Split mit Violadores del Verso, Eigenveröffentlichung)
- 2011: Apestáis (Single, Eigenveröffentlichung)
- 2011: Cadenas de odio (Album, Eigenveröffentlichung)
- 2013: Piedra contra tijera (Kompilation, Avispa Records)
- 2013: Caucho ardiendo (EP, Eigenveröffentlichung)
- 2017: Sistema antisocial (Album, Maldito Records)
- 2019: En bruto XIX (Livealbum)